# Euforia (film 2006)
Euforia (tytuł oryginalny Эйфория, Ejforija), melodramat produkcji rosyjskiej z 2006 r. w reżyserii Iwana Wyrypajewa.

## Realizacja
- Iwan Wyrypajew – reżyseria
- Ajdar Gajnullin – muzyka

## Obsada
- Polina Aguriejewa jako Wiera
- Maksim Uszakow jako Paweł
- Michaił Okuniew jako Walery

## Nagrody
- 2006 – Grand Prix Warszawski Międzynarodowy Festiwal Filmowy
- 2007 – Nagroda główna Škody za najlepszy film fabularny (Złota lilia) na festiwalu filmowym Go East w Wiesbaden[1]

## Fabuła filmu
Akcja toczy się w małej wiosce. Zamknięta w sobie, małomówna Wiera wraz z mężem Walerym i małą córką mieszka w domu pośrodku stepu. Pewnego dnia poznaje Pawła, nieposkromionego budowniczego łodzi pływających po Donie. Kiedy Walery podnosi na żonę rękę, ta ucieka. Zazdrosny mąż śledzi kochanków, zamierzając zniszczyć ich namiętność.